# 岩漫
岩漫（がんまん）は、1980年から2010年まで、その後中断を挟み2024年より岩手県で開催されている同人誌即売会である。
会場は主に盛岡市の岩手県産業会館（通称：サンビル）7階大ホールを使用し、春（3月または4月）と秋（9月）の年2回のペース開催され、地元サークルを中心に親しまれてきた。
1980年7月26日～27日に第1回のイベントを開催。初代代表は小田ひで次（当時漫画家デビュー前）。発足当時はサークル数も17と少なく、その後しばらくは20～30前後（委託参加除く）の規模で開催されていた。その後、同人誌ブームの到来により参加サークル数が爆発的に増加し、1988年に参加サークル数が100を超え、最盛期の1994年には282のサークルを集め、岩手県を代表する同人誌即売会として成長した。
ところが2000年代以降は参加者（主にサークル）の減少に直面し、参加費の値下げによる参加者の獲得やコミティアからの読書会併設、立体造形展示等の企画等を行う等の努力を行うものの、参加者の減少やスタッフの都合等により2011年3月27日（第62回）の開催で終了することが決定。しかしながら、2011年3月11日に発生した東日本大震災の影響により開催が中止となり振替開催の目処も立たなくなったため、2010年9月19日（第61回）の開催が事実上最後となっていた。
その後の活動は途絶えていたが、2023年に公式サイトを再開。2024年9月22日に第63回が開催された。

## 公式サイト
- 同人誌展示即売会 岩漫（がんまん）（2023年開設の新サイト）
- 岩漫オンライン （旧サイト・リンク切れ）